# 鎗田千裕
鎗田 千裕（やりた ちひろ、2001年1月19日 - ）は、日本の子役である。
神奈川県出身。レプロアスター所属。
元テアトルアカデミー劇団コスモス所属。2007年よりレプロエンタテインメント所属。2013年にグループ会社のレプロアスター設立に伴って移籍した。

## 出演

### テレビドラマ
- 大河ドラマ新選組! 第31回（2004年、NHK）近藤たま（幼年時代） 役
- 慶次郎縁側日記（2004年8月 - 10月、NHK）森口八千代 役
- 相棒シーズン3 第5話（2004年11月24日、テレビ朝日）小峰夕月（幼少）役
- ウルトラマンマックス 第3話（2005年7月16日、TBS）ちひろ 役
- 大好き!五つ子Go!!（2005年7月 - 9月、TBS）桜井翼 役
- 上を向いて歩こう〜坂本九物語〜（2005年8月21日、テレビ東京）大島舞子（幼少）役
- 慶次郎縁側日記2（2005年10月 - 12月、NHK）森口八千代 役
- 橋田壽賀子ドラマスペシャル 夫婦（2006年2月4日、テレビ朝日）横井さやか 役[1]
- 大好き!五つ子Go2!!（2006年7月 - 9月、TBS）桜井翼 役
- 慶次郎縁側日記3（2006年10月 - 12月、NHK）森口八千代 役
- 風の来た道（2007年1月6日、NHK）塚本瑞希（幼少）役
- 愛の劇場 砂時計 第22話（2007年4月10日、TBS）
- 山田太郎ものがたり第1話（2007年7月6日、TBS）山田綾子（幼少）役
- 大好き!五つ子Go3!!（2007年7月 - 8月、TBS）桜井翼 役
- 大好き!五つ子2008（2008年7月 - 8月、TBS）桜井翼 役
- キイナ〜不可能犯罪捜査官〜 第2話（2009年1月28日、日本テレビ）深田雪乃（幼少）役
- ぼくの妹（2009年4月 - 6月、TBS）江上颯（幼少）役
- 月曜ゴールデン離婚妻探偵2（2009年6月15日、TBS）

### テレビアニメ
- レ・ミゼラブル 少女コゼット（2007年1月7日 - 2007年1月14日、BSフジ）アゼルマ（幼女）役

### 映画
- 血と骨（2004年）金家・朴家の子供 役

### 舞台
- やけたトタン屋根の上の猫（2010年11月、新国立劇場小劇場）ディクシー 役[2]

### CM
- ヤマト運輸、「荷物は、人を温めることもできます」篇（2008年）
- 伊藤ハム、kiriクリームチーズ（2009年）
- 小林製薬、洗いたて消臭シャボン（2009年）